# Muzeum barokních soch
Muzeum barokních soch je muzeum zřízené v kostele sv. Josefa v Chrudimi.

## Historie

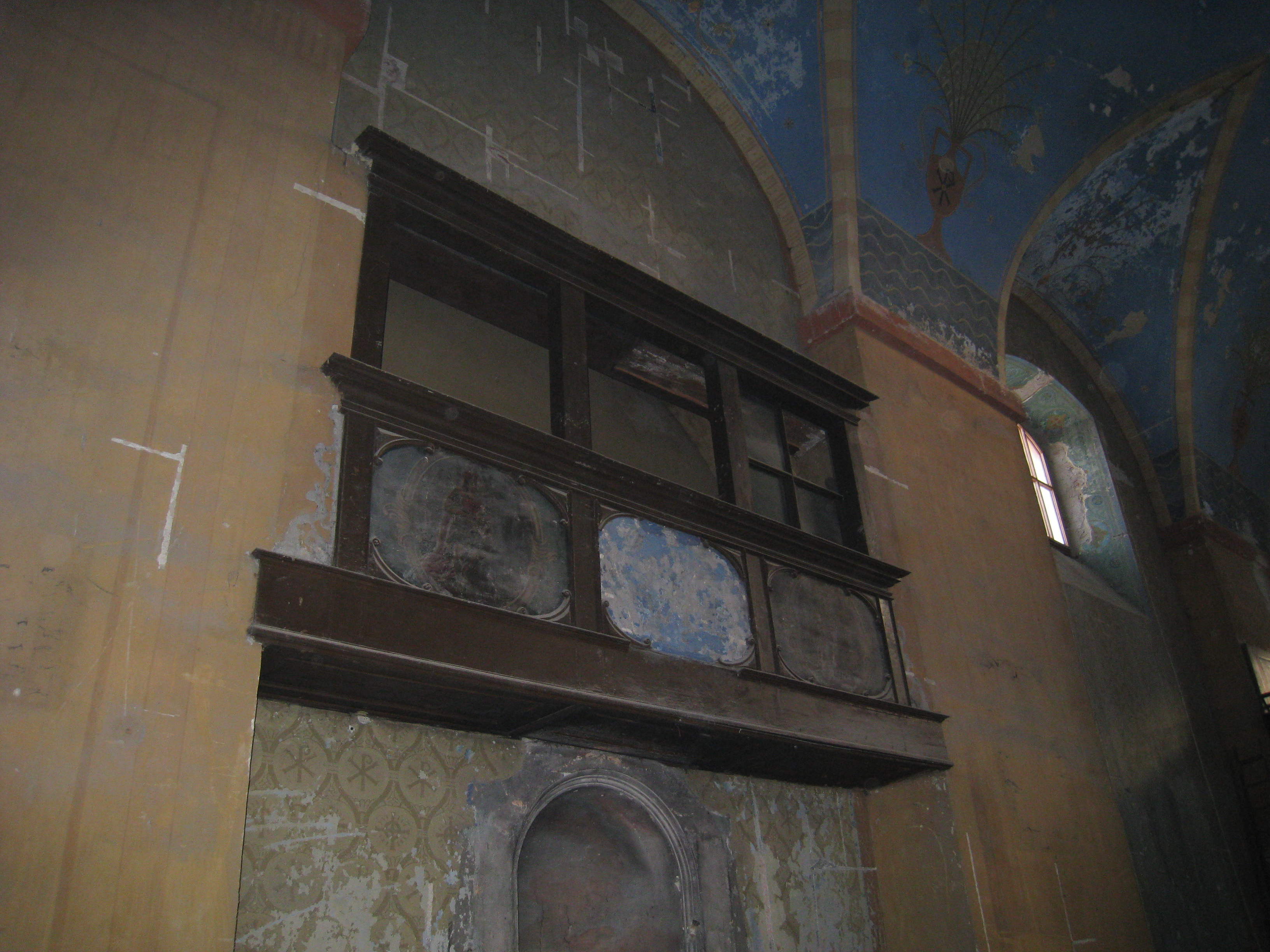
Před rekonstrukcí

V roce 1641 povolil vybudování kapucínského kostela s klášterem arcibiskup kardinál Harrach. Roku 1651 vyzval císař Ferdinand III. místodržící Českého království k nabídnutí pozemku pro klášter řádu kapucínů, dominikánů, nebo augustiniánům. Se všemi řády proběhla jednání, ale pro nedostatek finančních prostředků žádný z nich nabídku nepřijal, ačkoliv kapucíni a s nimi soupeřící bosí augustiniáni, kteří měli s kapucíny blízké záměry, metody a cíle pastorace, by klášter v Chrudimi rádi zřídili. Téhož roku pak kutnohorský primátor Jiří Vykročil z Bílenberka odkázal kapucínskému řádu 11 000 rýnských zlatých na stavbu kláštera, a to kdekoliv v Čechách. Zřízení kapucínského kláštera chrudimskému magistrátu doporučila i Anna Eleonora Gonzagová, druhá manželka Ferdinanda II. Až roku 1655 císař Ferdinand III. definitivně povolil založení kapucínského kostela zasvěceného sv. Josefu spolu s klášterem. A konečně roku 1656 opět povolil stavbu kardinál Harrach, který do Chrudimi posílá představeného kláštera P. Pavla Palatinuse s dalšími bratry. Stavbu finančně podporuje i Jan Grube z Libojovic, který přispívá 100 zlatými.

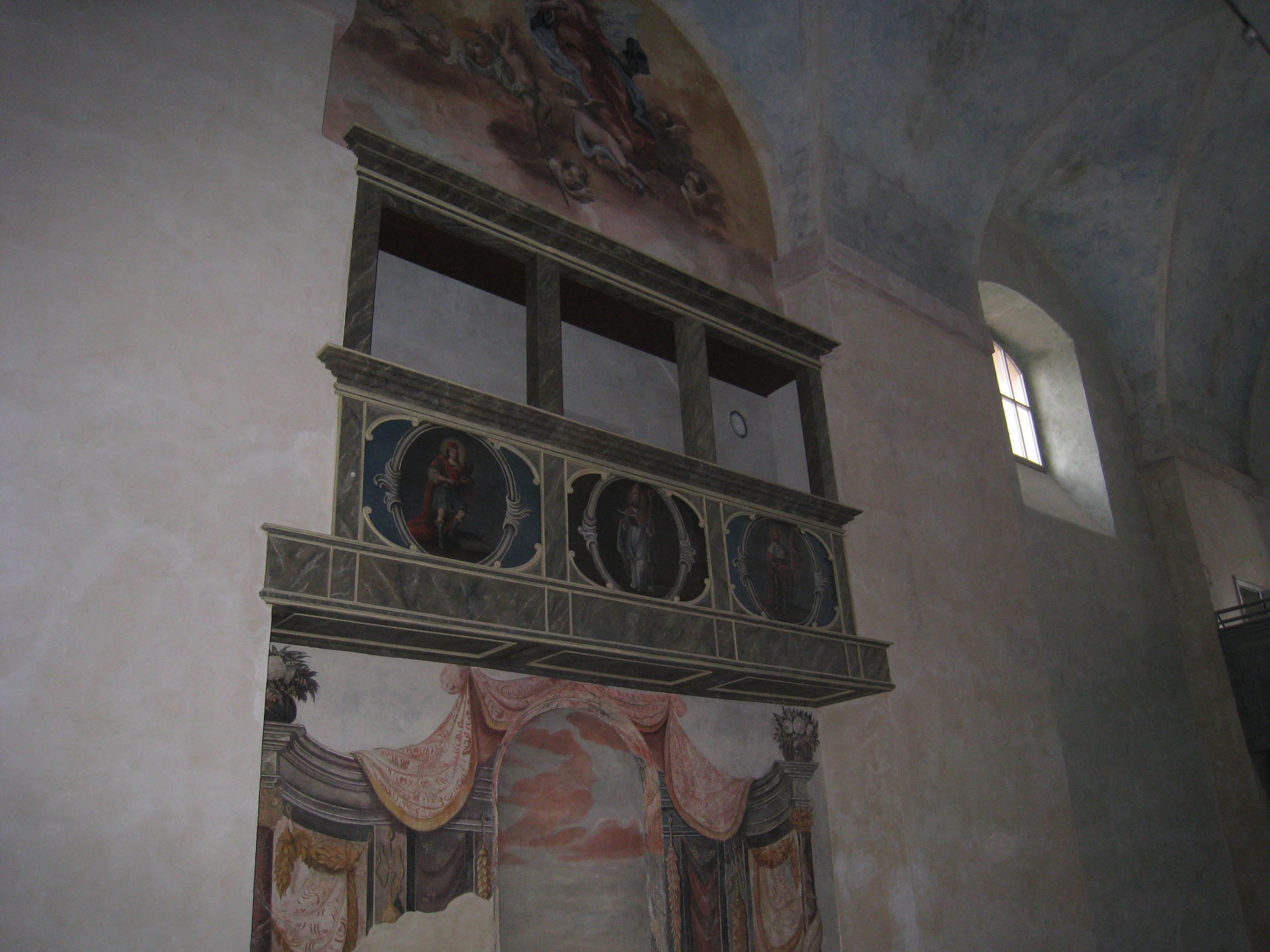
Po rekonstrukci

Stavba kostela začíná na nezvyklém místě bývalého městského příkopu. I v tamních dobách docházelo ke změnám stavby v průběhu její výstavby, což lze doložit žádostí o povolení Lorety při kapucínském chrámu z roku 1657, jejíž stavbu odsouhlasila i městská rada, nebo povolením zřízení Božího hrobu s odznaky umučení Páně pod kostelem z roku 1662. Základní kámen kláštera byl položen až roku 1662, což lze vysvětlit různým výškovým založením kostela a kláštera. Celá stavba konventu pak byla dokončena roku 1665, kdy byl vysvěcen chrám, jeho hlavní oltář a loretánská kaple s oltářem. Dne 25. 7. 1665 byl za účasti královéhradeckého biskupa Matouše Sobka z Bílenberku slavnostně vztyčen hlavní oboustranný oltář „ke cti Boha Všemohoucího, Panny Marie a sv. Josefa Pěstouna“. Roku 1669 byla pod kostelem vybudována krypta, která byla roku 1718 rozšířena a byla využívána k pohřbům až do roku 1785, kdy proběhl poslední pohřeb již v rozporu s císařským ediktem zákazu pohřbívání v hrobkách z roku 1784. Papež Kliment XI. (Klement XI.) udělil roku 1711 sedmiletou milost všem věřícím, kteří navštívili kryptu tohoto kostela.
V roce 1735 vzniklo na objednávku kapucínů mimořádně kvalitní sousoší Zvěstování P. Marie, které bylo novodobým bádáním připsáno Janu Albertu Devotymu. Roku 1760 byla do kostela pořízená první křížová cesta na Chrudimsku, od Josefa Ceregettiho. Stejný malíř pak prováděl v roce 1778 obrazy na stěnách metodou al fresco.

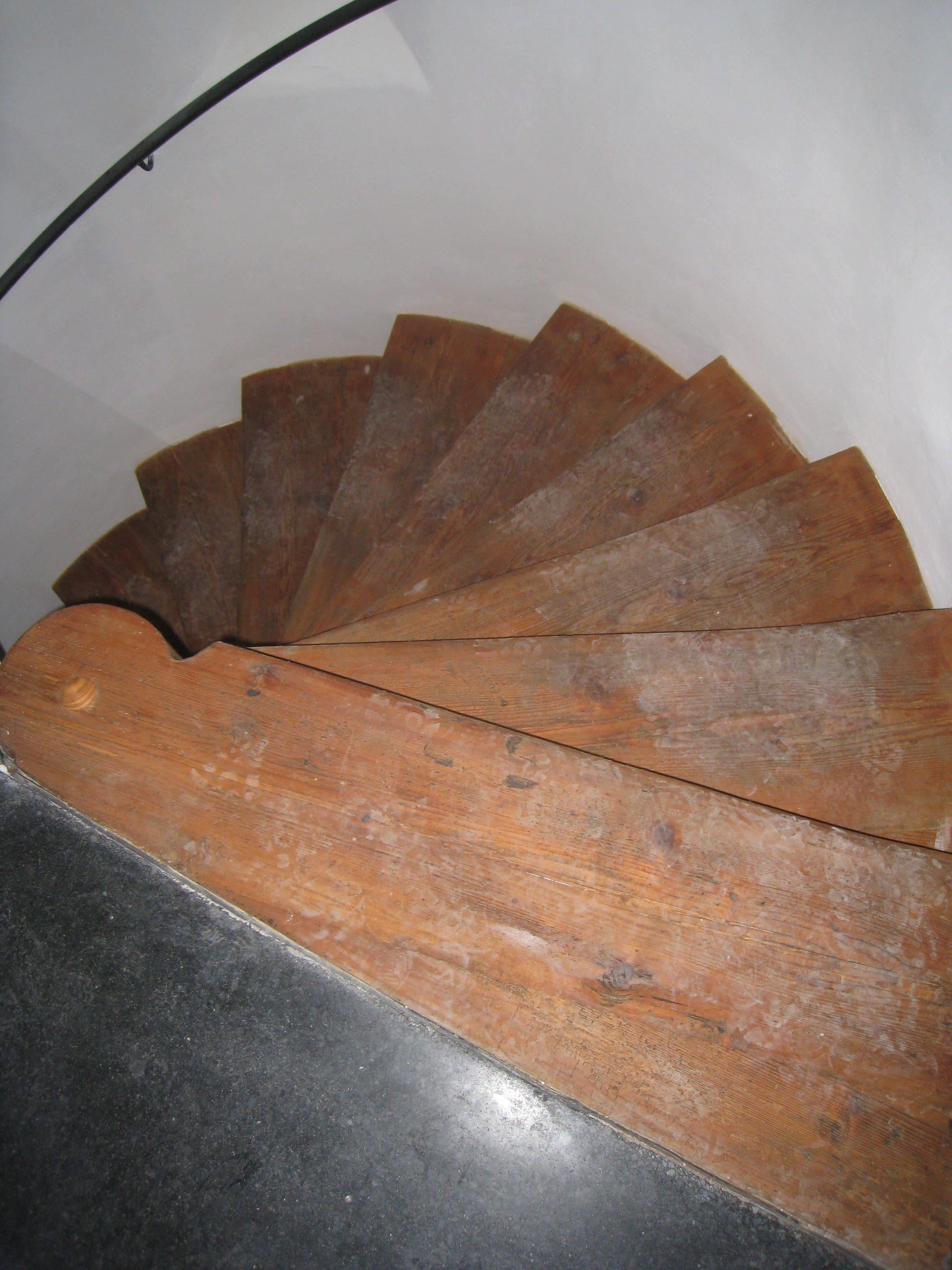
Restaurované schodiště (pouze několik horních stupňů je restaurovaných, ostatní jsou nové)

Roku 1837 dochází k větším opravám, zejména střech. Roku 1839 dochází ke zřízení vodojemu a k podezdění sklepů hrozících sesutím. V roce 1841 je opravován částečně zřícený krov a dochází k vybílení celého interiéru. Roku 1846 opravuje malby v Božím hrobě malíř Trávníček a v roce 1847 instaluje do kostela Jiří Španěl nové varhany. V roce 1858 byla křížová cesta od Ceregettiho nahrazena novými obrazy od Josefa Papáčka. Roku 1863 byl kostel vybílen z vnějšku a roku 1886 proběhly další opravy, na které navazuje oprava Božího hrobu z roku 1888, kdy dochází i k výměně soch za nové z Krejčíkova závodu v Praze. Roku 1889 byly v kostele instalovány nové varhany z Tučkovy firmy v Kutné Hoře, roku 1890 navazuje přestavba krovu a výstavba věže s hromosvodem.
Roku 1900 se objevuje kostel s klášterem v Soupise památek od Karla Chytila. Roku 1902 dochází k opravám Loretánské kaple a k výmalbě kostela ve stylu beuronských benediktinů akademickým malířem Martinem Matoušem z Prahy. V roce 1905 opravy pokračují, zejména na střešním plášti a v Božím hrobě, kde je zřízena i ventilace a roku 1906 proveden olejový nátěr. Roku 1912 provádí Viktor Förster opravu fresek v Loretánské kapli.
Roku 1941 proběhlo statické zajištění loretánské kaple dle postupu stanoveného státním technikem. Od roku 1970 se uvažuje se zbořením lorety a Božího hrobu, což je opakováno i v záměru oprav z roku 1973. Ke kompletní demolici této části nedochází, ale nedochází ani k realizaci některých staticky zajišťovacích prací, které využívají moderních materiálů, jako beton a ocelové nosníky. Roku 1979 je vybourána vestavba v Loretě. Roku 1985 proběhla statická oprava krovu, která však nebyla dokončena. Roku 1987 dochází mj. k vybourání schodiště z lodi do suterénu a v klenbě suterénu byl zřízen manipulační otvor pro dopravu suti. V letech 1990 a 1991 došlo k zajištění trhlin v obvodových stěnách.

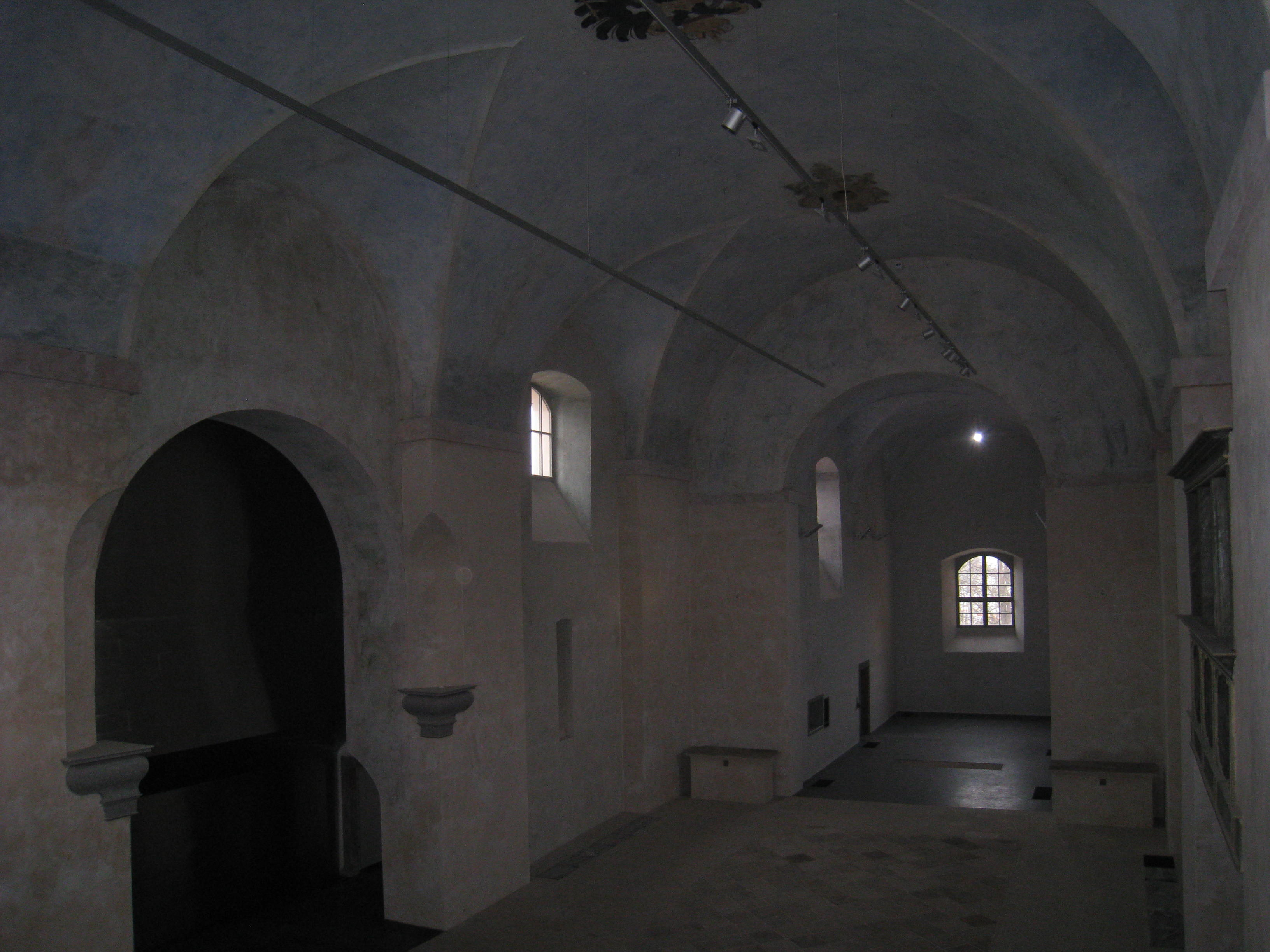
Po rekonstrukci, před instalací soch a interiérů

V roce 2005 byl radou města Chrudim schválen koncept využití, který počítal s přestavbou na muzeum barokních soch s dalším využitím pro koncerty, divadlo, svatby a společenská setkání. V roce 2006 byl zpracován první stupeň dokumentace Rekonstrukce kostela sv. Josefa na muzeum barokních soch. Celková rekonstrukce a přestavba byla včetně interiérů realizována od ledna 2009 do srpna 2011. Dle návrhu firmy Projektil architekti s.r.o. pod vedením Romana Brychty a Ondřeje Hofmaistera rekonstrukci zrealizovala firma První stavební Chrudim, a.s. Součástí expozice je i promítání filmu natočenému speciálně pro toto muzeum, s názvem Kamenný příběh. Film natočila Filmová akademie Miroslava Ondříčka v Písku, pod vedením režiséra Jana Vejnara.
Rekonstrukce provedená za finančního přispění ze strukturálních fondů Evropské unie z Regionálního operačního programu NUTS II Severovýchod získala mnoho ocenění. Nejdůležitějšími oceněními jsou Stavba roku 2011 Pardubického kraje a druhé místo „Zlatá cena“ v mezinárodní soutěži LivCom Awards, která se uskutečnila ve dnech 27. a 31. října 2011 v jihokorejském Soulu.